# Olsen-bandens første kup
Olsenbandens første kup er en dansk tv-serie på 31 afsnit, produceret 1999. Seriens musikalske tema er lavet af Bent Fabricius-Bjerre og Flemming Christensen.
Olsenbandens første kup var som udgangspunkt en tv-julekalender, som blev sendt på TV 2 i december 1999. Der blev lavet yderligere 7 afsnit, som blev udsendt i påsken 2000.

## Handling
Julen står for døren, og i Benny og Kjelds klasse starter en ny dreng, Egon. De tre bliver lynhurtigt venner. Egon, der bor på et børnehjem, fortæller, at der hverken bliver julegaver eller fest for børnene på børnehjemmet, da julefondens grådige bestyrelse har brugt alle pengene. Egon er sikker på, at der er fusk med i spillet – og han har naturligvis en plan!
De tre beslutter sig for straks at opklare mysteriet, men en masse problemer opstår: Børgefar bliver kidnappet, Yvonne skal vælge mellem Bøffen og Kjeld, politiassistenterne Holm og Jensen kludrer som sædvanligt i det, og er det overhovedet muligt at åbne Franz Jäger-pengeskabet? Olsen-Banden gør alt for at opklare mysteriet inden juleaften, så der kan købes gaver til alle. Men lykkes det?

## Musik
- Bent Fabricius-Bjerre og Flemming Christensen.

Musikken blev udgivet på CD same år som julekalenderen blev sendt.
Spor
1. "Ole-skole-Bole-Bum"
2. "Der er en sang jeg har lyst til at synge"
3. "Dig og mig
4. "Når du er med"
5. "Vi sætter julen i gang"
6. "Det nye år" (med Michael Bundesen)
7. "Limbo-lambalay"
8. "Julen varer længe"
9. "Nu er jeg countrystar"
10. "Vores melodi"
11. "Det skete i de dage"
12. "Det store kolde bord"
13. "Julen er på vej (Olsenbanden)"

## Medvirkende
| - Jens Sætter-Lassen, Egon Olsen - Dennis Simonsen, Benny Frandsen - Noah Lynnerup, Kjeld Jensen - Stine Bjerregaard, Yvonne - Simon Krogh Stenspil, Dynamit Harry - Anders Nyborg, Børge Jensen, Børgefar - Karin Jagd, Birthe Jensen, butiksejer - Kjelds mor - Jesper Langberg, Åge Hallandsen - Ludomir Dietl Løkken, Bøffen - Christian Elmelund, Knud - Piet Kragh Gitz-Johansen, Valle - Max Hansen Jr., Hr Lund - Emilia Huusfeldt, Inge-Margrethe, Yvonnes veninde - Tonny Landy, Hr Ellegaard, medlem af julefondens bestyrelse - Lisbet Lundquist, Ragnhild Clausen, sekretær - Allan Mortensen, Julemand | - Niclas Mortensen, Klassekammerat - Bjørn Paulsen, Bestyrelsesmedlem - Kurt Ravn, Lærer Madsen - Claus Flygare, Hr Andersen, biologilærer - Lasse Lunderskov, Hr Nielsen, gymnastiklærer - Peter Steen, Hr Iversen, rektor - Asger Reher, Jensen - Kriminalassistent af 1. grad - Christian Damsgaard, Holm, politibetjent - Kristian Halken, Pedel - Anne Rudbæk, Lærerinde - Amin Jensen, Far på loppemarked - Peter Aude, Skrothandler - Michael Iversen, Skraldemand - Martin Miehe-Renard, Skolelæge - Michael Friis, Udenlandsk herre - Thorkil Lodahl, Udenlandsk herre |

## Andre udgaver
- Olsen-banden Junior er en dansk film fra 2001, instrueret af Peter Flinth efter manuskript af Anne-Marie Olesen, Lars Mering og Nikolaj Scherfig. Filmen handler om en børneversion af Olsen-banden. Filmen er en efterfølger til Tv-julekalenderen Olsenbandens første kup fra 1999.
- I Sverige blev der lavet en lille filmserie med Jönssonligan (den svenske udgave af Olsen-banden) om deres tid som børn. Det startede med filmen Lilla Jönssonligan och cornflakeskuppen fra 1996, som blev efterfulgt af Lilla Jönssonligan på styva linan (1997), Lilla Jönssonligan på kollo (2004) og Lilla Jönssonligan & stjärnkuppen (2006). De tre første film foregår i 1950'erne, mens den sidste film foregår i nutiden.
- I Norge er der blevet lavet en hel filmserie med den norske version af Olsen-banden, hvor de optræder som børn. Alle film er med egne norske manuskripter. Den første film i serien var Olsenbandens første kupp (Norge – Tv-julekalender, 24 afsnit) fra 2001, den film Olsenbanden jr. går under vann fra 2003, som derefter blev efterfulgt af Olsenbanden jr. på Rocker'n (2004), Olsenbanden jr. på Cirkus (2005), Olsenbanden jr. – Sølvgruvens hemmelighet (2007), Olsenbanden jr. Det sorte gullet (2009) og Olsenbanden jr. – Mestertyvens skatt (2010). Filmene foregår i starten af 1960'erne.

## Bemærkelsesværdigt
- Skuespillerne Jesper Langberg (Mortensen i film nr. 4), Peter Steen (Mortensen i film nr. 1 og 2 og løjtnant i film nr. 3) samt Kurt Ravn (lastbilchauffør i film nr. 12) fra de rigtige Olsen-bandefilm medvirker i serien.